# ボーデン湖

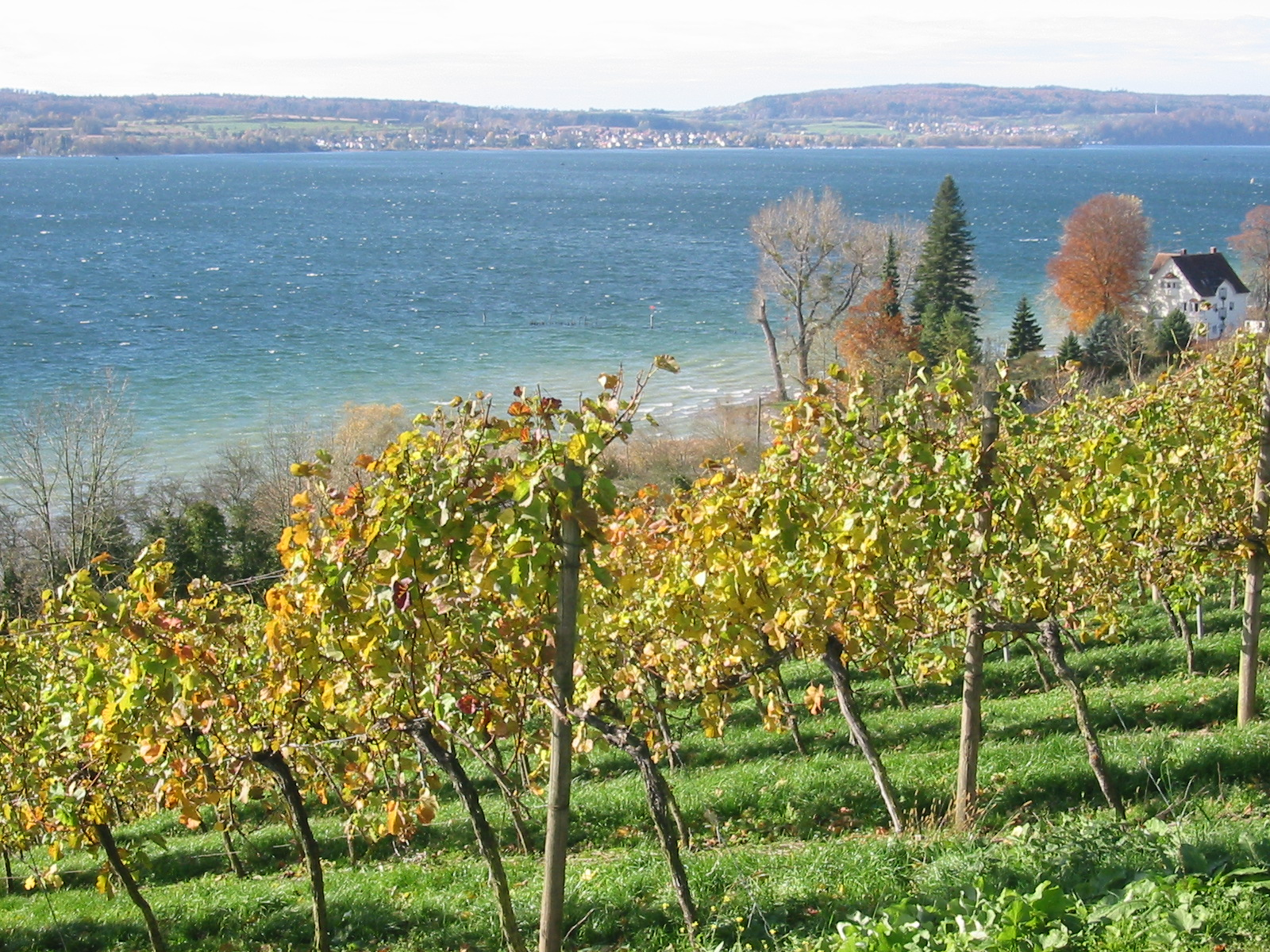
湖畔のぶどう畑

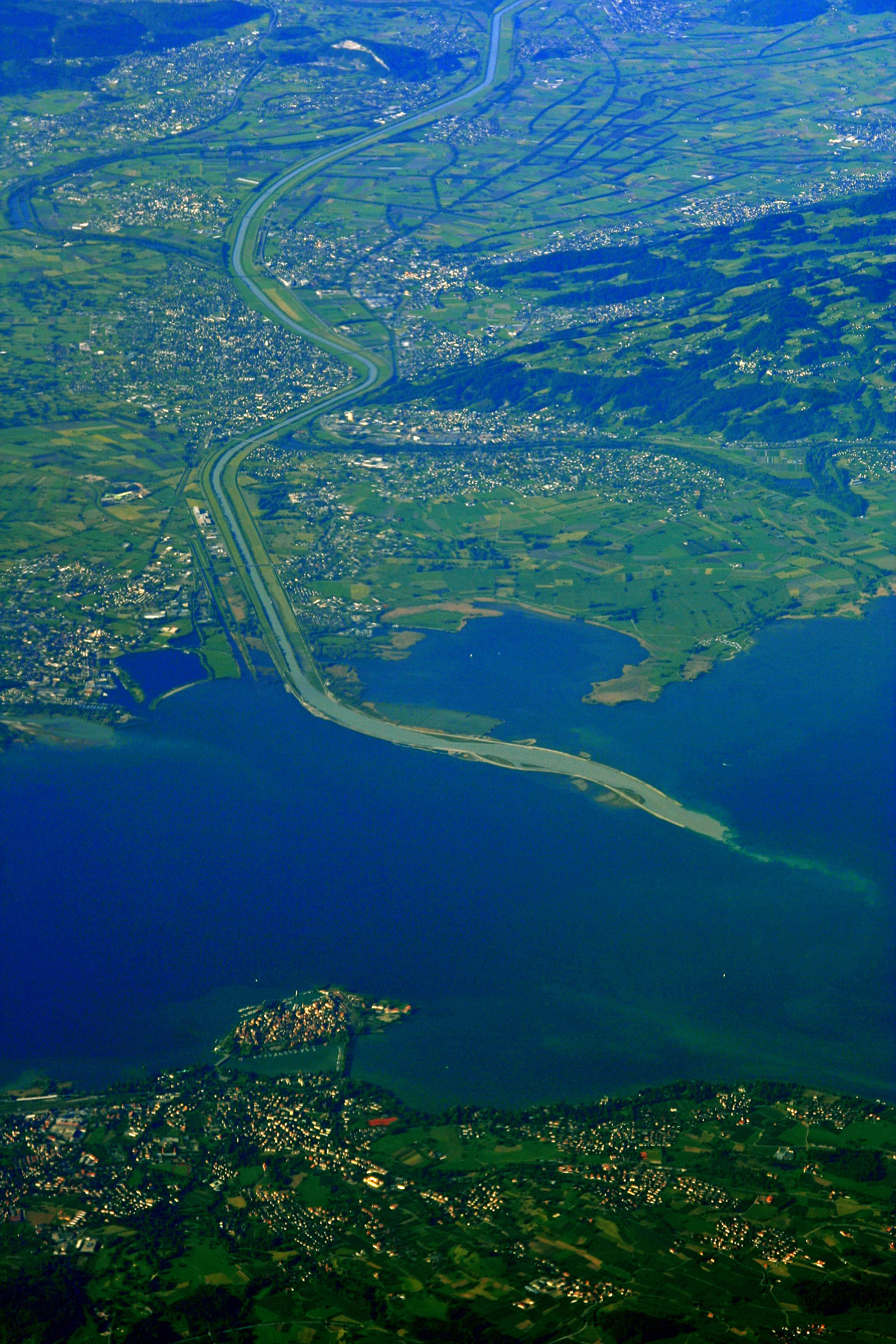
ボーデン湖とライン川

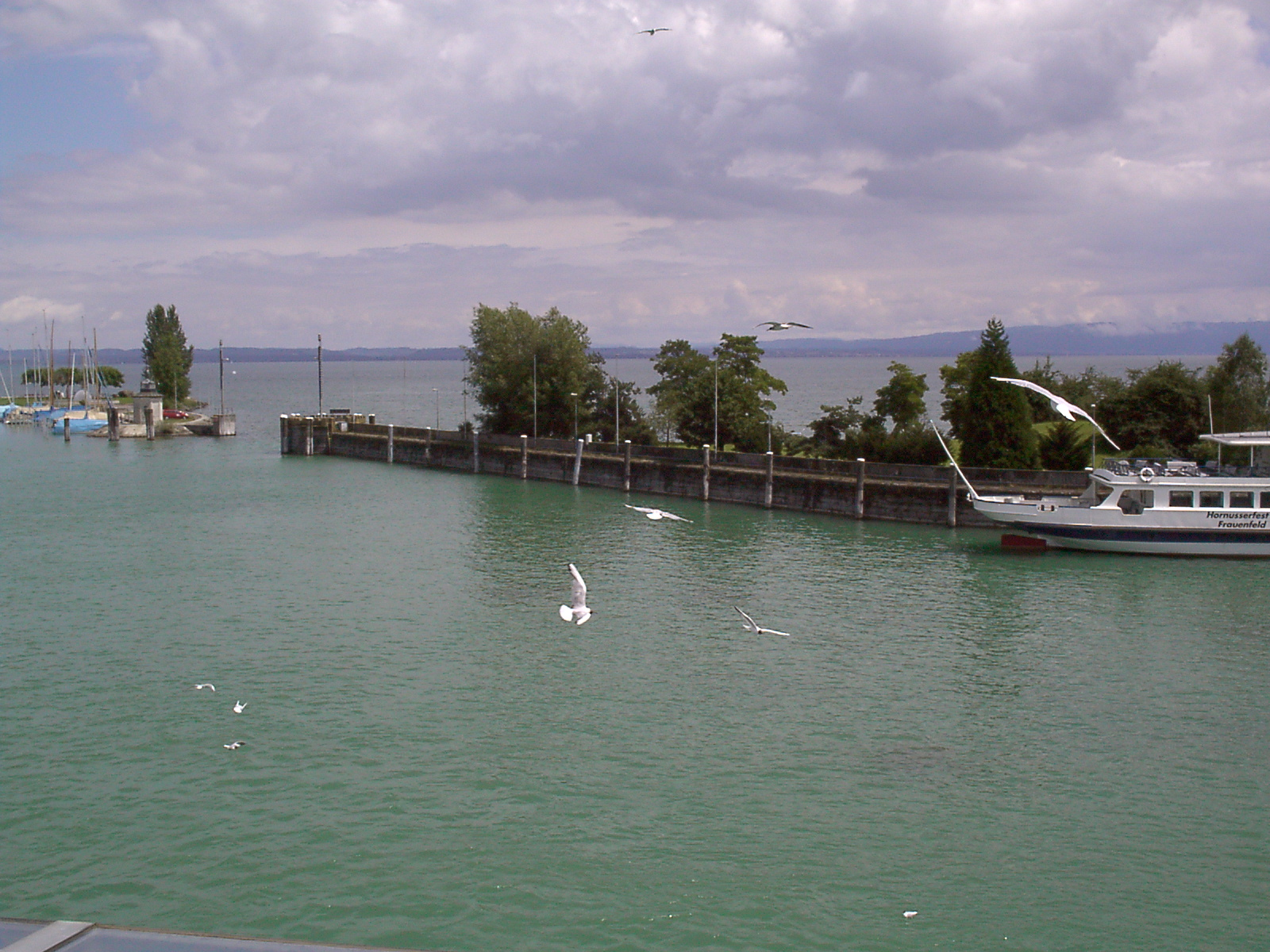
ボーデン湖

ボーデン湖（ドイツ語: Bodensee）はドイツ、オーストリア、スイスの国境に位置する湖。コンスタンツ湖とも称される。アルプス地方ではレマン湖についで第二の規模で、面積は約536平方キロ。

## 地勢・産業
ボーデン湖の湖畔には、コンスタンツ、フリードリヒスハーフェン、リンダウ（以上はドイツ）や、ブレゲンツ（オーストリア）などが位置しており、多くの観光客を集めている。ユネスコの世界遺産に登録されているザンクト・ガレン修道院を有するザンクト・ガレン（スイス）もボーデン湖文化圏に含まれる。湖畔でブドウが栽培されており、沿岸地域ではワイン生産が盛んである。ボーデン湖にはライン川が流れ込んでおり、ここからさらにドイツへと流出していく。ボーデン湖を出て間もなく激流となり、ライン滝へと一気に流れ込む。ライン川への流出とは別に、ボーデン湖の水はドイツで有効に活用されている。パイプラインを通じてシュトゥットガルトなどの工業都市へと運ばれ、工業用水などに用いられる。
湖にうかぶ島、マイナウ島は島全体が庭園となっており、花の島ともよばれる。マイナウ城や様々な庭園が観光地となっている。同じく湖に浮かぶライヒェナウ島は世界遺産に登録されている。リンダウ・ノーベル賞受賞者会議が毎年開かれるリンダウもこの湖に浮かぶ魅力的なリンダウ島が市の中心部である。ボーデン湖南部に注ぐライン川の三角州および西部のヴォルマティンガー湿原とミンデル湖付近一帯の水域、ヨシ原、フェン、河畔林などはラムサール条約登録地である。
紀元前5000年頃から前500年頃までにアルプス山脈周辺で建設され、UNESCOの世界遺産リストに登録された物件（ID1363） アルプス山脈周辺の先史時代の杭上住居群の一部がボーデン湖に存在する。

## 歴史
昔はこの付近は氷河だった。氷河が消えてU字谷が残った後、そこに水がたまって形成された氷河湖である。前4世紀ころより、湖畔にケルト人の集落が設けられたと考えられている。前1世紀、ローマ帝国がこの地域に拠点を築いた。その後、ゲルマン人の移動にともない、徐々にゲルマン化されていった。中世以降、ドイツ、オーストリア、スイスを結ぶ湖であることから、交易活動の舞台として重要な役割を果たした。現在も湖上の島以外が三国の共同統治となっている。
ドイツ中世盛期最大の叙事詩人ヴォルフラム・フォン・エッシェンバッハ（Wolfram von Eschenbach, 1160年/1180年頃 - 1220年頃またはそれ以降）の十字軍文学『ヴィレハルム』においては、「あひるがボーデン湖で飲み水を見つけ、この湖の水をすっかり飲み尽したら、それこそ大いに苦しむことだろう」という滑稽な表現が見られる。
湖名の由来については、ドゥーデンの『ドイツ地名辞典』（Dieter Berger著）に次のように記されている。ローマ時代には、湖畔の都市ブレゲンツ（Bregenz；ラテン語で >Brigantium< あるいは >Brigantia<）の名前から >lacus Brigantinus< あるいは >lacus Brigantiae< 、一部にはまた、オーバーゼエー（Obersee）の湖畔に居住していたかもしれないヴェネト族の人々にちなんで >lacus Venetus< と呼ばれた。ドイツ語による名称は、Überlinger See の北西部湖畔の町ボードマン（Bodman）から来ている。この町は、メロヴィング朝期には貨幣鋳造（Münzstätte）の、カロリング朝期には重要な皇帝城館（Kaiserpfalz）の地であった。この地名は、839年 Bodoma、887年 Podoma、1167年 Bodimin、1550年 Podman と変化を続けてきたが、元来は古高ドイツ語の普通名詞 bodam （今日のドイツ語で Boden、この場合 >tief gelegener Siedlungsplatz<「低地集落地」）に由来する。湖の名称は、890年 Podamicus、1016年 lacus Potamicus、1087年 ad lacum Bodinse、1361年 Bodenseと推移していった。